# Liste des sites mégalithiques en Cantabrie
Cette liste non exhaustive recense les principaux sites mégalithiques en Cantabrie, en Espagne.

## Cartographie
Localisation des principaux sites mégalithiques en Cantabrie
| \| Santander \| Répartition géographique des mégalithes. · : dolmen - : menhir |
| Santander                                                                      |

## Liste
| Site                                   | Type   | Commune    | Notes                           | Coordonnées                 | Image |
| -------------------------------------- | ------ | ---------- | ------------------------------- | --------------------------- | ----- |
| Menhir de Ilso de Lodos                | Menhir | Guriezo    |                                 | 43° 18′ 24″ N, 3° 35′ 16″ O |       |
| Menhir Yelso de Hayas                  | Menhir | Limpias    |                                 | 43° 21′ 45″ N, 3° 23′ 20″ O |       |
| Menhir du Collado de Las Llaves        | Menhir | Peñarrubia |                                 | 43° 16′ 21″ N, 4° 34′ 32″ O |       |
| Station mégalithique de Sejos-Cuquillo | Menhir | Polaciones | menhirs enceintes mégalithiques | 43° 04′ 56″ N, 4° 21′ 09″ O |       |
| Menhir El Cabezudo                     | Menhir | Valdeolea  |                                 | 42° 53′ 07″ N, 4° 11′ 29″ O |       |
| Menhir El Peñuco                       | Menhir | Valdeolea  |                                 | 42° 52′ 09″ N, 4° 11′ 09″ O |       |
| Menhir La Llanada                      | Menhir | Valdeolea  |                                 | 42° 53′ 44″ N, 4° 11′ 40″ O |       |
| Menhir La Punentecilia                 | Menhir | Valdeolea  |                                 | 42° 53′ 50″ N, 4° 11′ 34″ O |       |
| Menhir Peñahincada                     | Menhir | Valdeolea  |                                 | 42° 55′ 25″ N, 4° 12′ 37″ O |       |
| Menhir Piedrahita                      | Menhir | Valdeolea  |                                 | 42° 52′ 23″ N, 4° 10′ 46″ O |       |
| Menhirs La Matorra                     | Menhir | Valdeolea  | 2 menhirs                       | 42° 54′ 22″ N, 4° 11′ 31″ O |       |